# Lanius senator
L'averla capirossa (Lanius senator, Linnaeus 1758) è un uccello della famiglia dei Laniidae, che è possibile osservare in Italia.

## Descrizione
L'adulto, come tutte le altre averle, ha una mascherina nera sulla fronte e petto, ventre e fianchi di colore chiaro. È riconoscibile per nuca e vertice di colore rosso e dorso nero. Ali nere, con macchie bianche alla base delle primarie e sulle scapole. Coda nera bordata di bianco, sopracoda bianco.
La taglia media è sui 18 cm, ed il peso di quasi 38 grammi.
Nidifica da fine aprile a luglio, e completa una sola cova annuale.

Tecnica di caccia come i suoi simili, quindi appostamenti su posatoi non tanto alti da terra, da cui parte e cattura prevalentemente insetti, anche in volo.

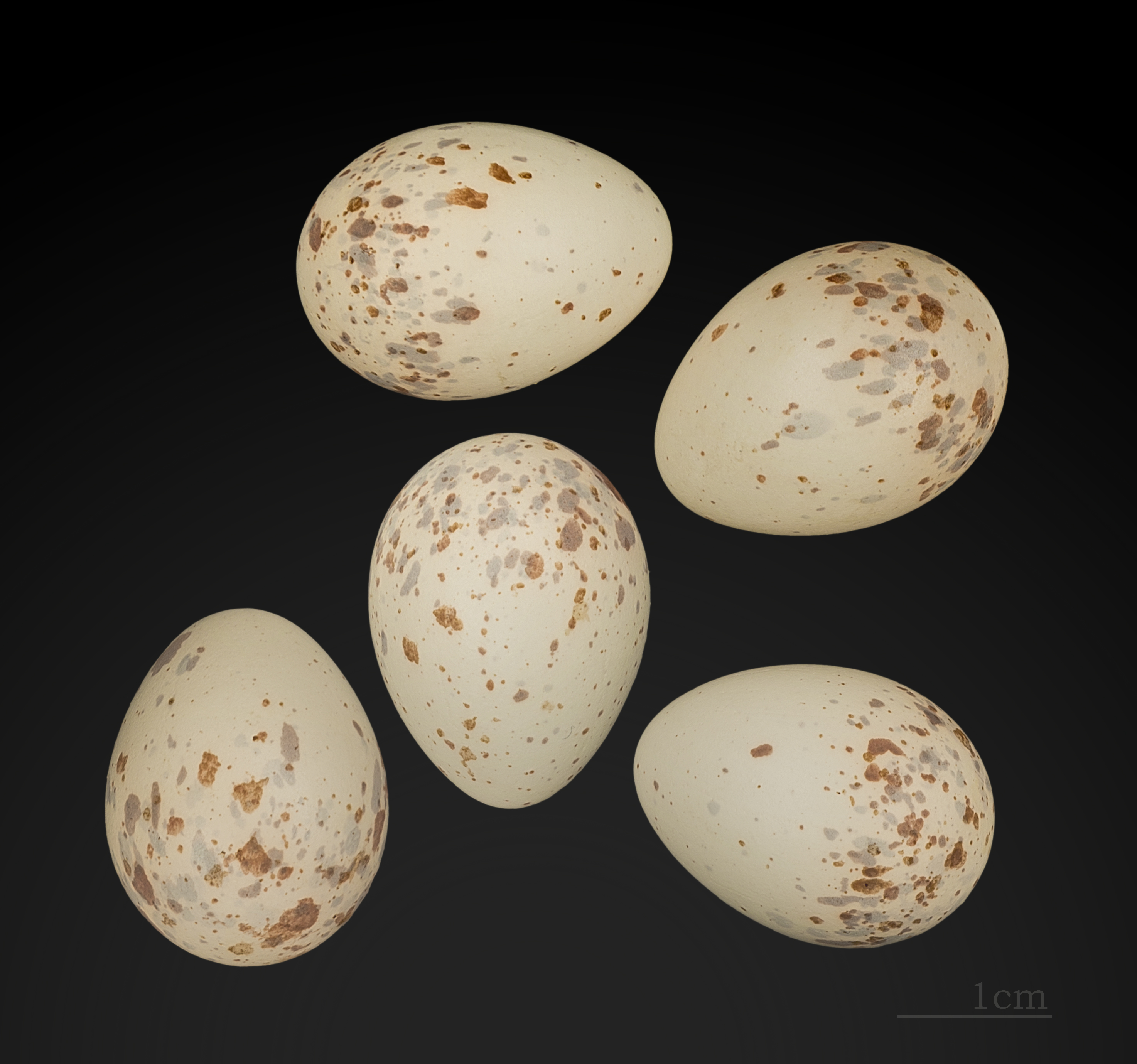
Uova di Lanius senator

## Sistematica
L'Averla capirossa ha 4 sottospecie conosciute:
- Lanius senator badius
- Lanius senator niloticus
- Lanius senator rutilans
- Lanius senator senator

## Distribuzione e habitat
Nidifica nella parte meridionale dell'Europa, dal Portogallo all'Ucraina; lungo le coste mediterranee del Nord Africa, e in Medio Oriente dalla Turchia fino all'Iran.
In Italia è nidificante in quasi tutta la penisola, tra 0 ed i 500 m s.l.m., in habitat in cui ci siano insediamenti agricoli, ma anche in boschi aperti.
Sverna a sud del Sahara.

## Stato di conservazione
L'averla è specie protetta ai sensi della legge 157/92.